# Adam Wilhelm von Lützelburg
Adam Wilhelm Freiherr von Lützelburg, Herr auf Sunzing und Rameting (geboren in 1701), was een Duits aristocraat en militair. Hij was een succesvol hoveling en werd kurbayerischer Kämmerer und Hofrat, fürstbischöflich freisinger und regensburger Oberstsilberkämmerer, hofchargen die hem aan de Zuid-Duitse keurvorst van Beieren en de kerkvorsten van de naburige vorstendommen Freising en Regensburg bonden.
In 1736 was generaal Von Lützelburg een van de eerste ridders in de Militaire Orde van Sint-Hendrik.